# Project Moonbase
Project Moonbase is een Amerikaanse sciencefictionfilm uit 1953. De film werd geregisseerd door Richard Talmadge. Hoofdrollen werden vertolkt door Donna Martell, Hayden Rorke en Ross Ford.

## Synopsis
De film speelt zich af in de jaren 70 van de twintigste eeuw. De Verenigde Staten is bezig met het koloniseren van de maan. Een vrouwelijke kolonel en twee mannen worden naar de maan gestuurd om een geschikte landingsplaats te zoeken voor toekomstige maanmissies. Een van de mannen blijkt echter een spion van een ander land te zijn. Door zijn toedoen stort de raket neer op de maan. Terwijl de inzittenden wachten op redding, staat de toekomst van de vrije wereld op het spel.

## Rolverdeling
| Acteur            | Personage           |
| ----------------- | ------------------- |
| Donna Martell     | Col. Briteis        |
| Hayden Rorke      | Gen. 'Pappy' Greene |
| Ross Ford         | Maj. Bill Moore     |
| Larry Johns       | Dr. Wernher         |
| Herb Jacobs       | Mr. Roundtree       |
| Barbara Morrison  | Polly Prattles      |
| Ernestine Barrier | Madame President    |
| James Craven      | Commdr. Carlson     |
| John Hedloe       | Adjutant            |

## Achtergrond
De film is gebaseerd op een verhaal van Robert A. Heinlein. De film werd bespot in het eerste seizoen van de televisieserie Mystery Science Theater 3000. Tevens werd de film uitgezonden als een aflevering van het Canned Film Festival in 1986. De film is ongewoon voor zijn tijd in het feit dat hij probeert ruimtereizen zo realistisch mogelijk weer te geven, en het feit dat hij een toekomst toont waarin vrouwen dezelfde posities en rechten hebben als mannen.
De film bevindt zich tegenwoordig in het publiek domein.